# 李慶雲 (醫師)
李慶雲（1928年1月24日—2021年6月11日:1），臺灣高雄市湖內區人，國立臺灣大學醫學院小兒科名譽教授，有「臺灣疫苗之父」的稱呼:1。曾開發出李氏麻疹疫苗、李氏日本腦炎疫苗等疫苗。

## 生平

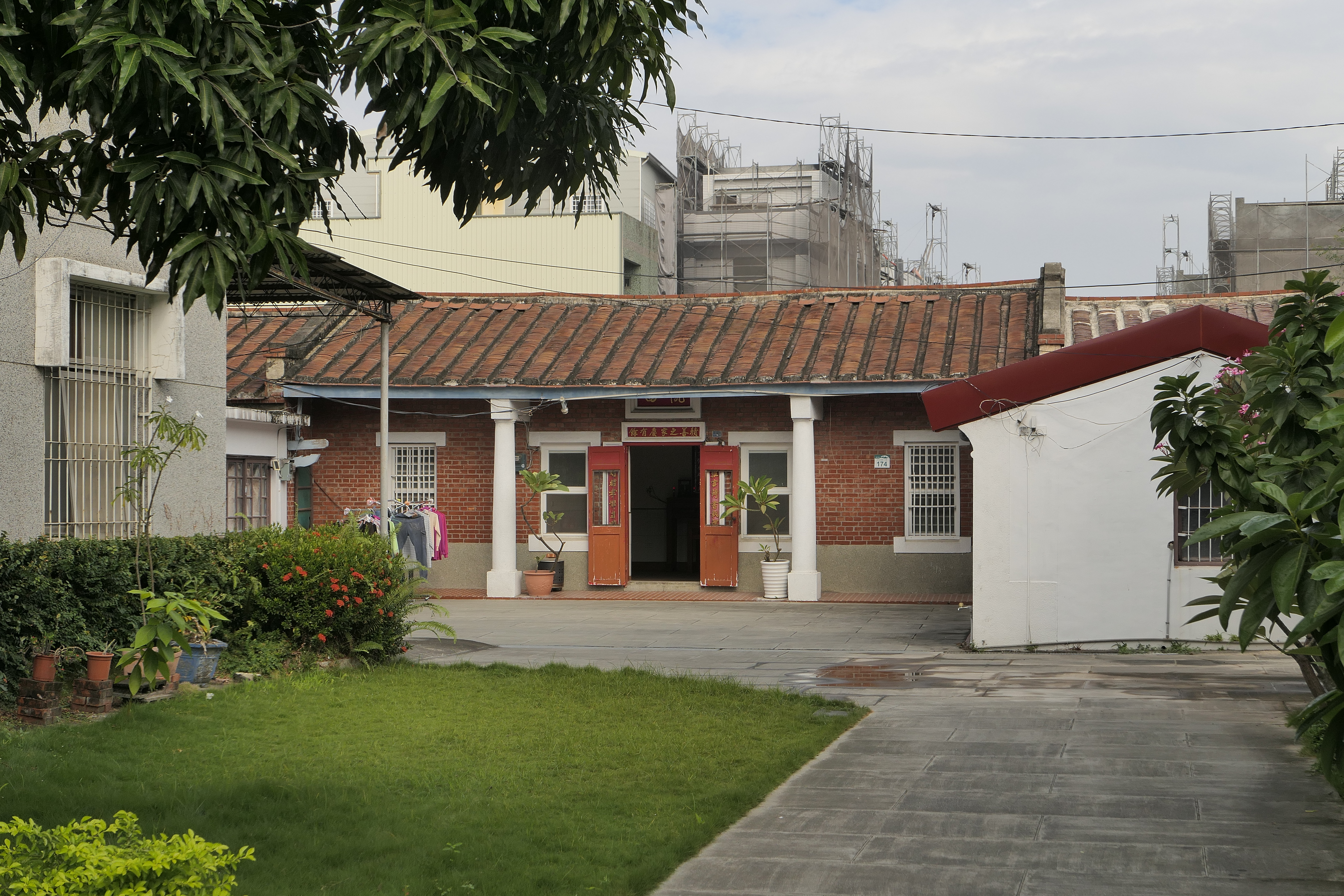
湖內李慶雲故居

李慶雲於昭和三年（1928年）1月24日出生在高雄州岡山郡湖內庄的圍子內，祖父母務農維生，父親李金吉則上過學，擔任過圍子內公學校代課教員、「文賢信用組合」的書記與會計:1-3。李慶雲是家中長子，除了一名在一歲時因肺炎去世的弟弟之外，還有2個弟弟、5個妹妹:5。李慶雲六歲時，父親李金吉在湖內庄役場（今湖內區公所一帶）對面建了一棟三合院，據說是李金吉親自設計:4。
昭和八年（1933年），李慶雲進入圍子內公學校（今湖內區文賢國小）就讀:10。據李慶雲的回憶，當時班上有4、50名同學，大家沒有穿制服，皆赤腳上學:14。而一到四年級是由臺籍老師，五、六年級才由日籍老師授課:14。而由於李慶雲提早在五歲時入學，因此沒有升入中學校，而是多在公學校待了一年:15。
昭和十五年（1940年）3月，李慶雲「第二次」六年級畢業後，第一志願是臺南州立第二中學校（校址為今臺南一中），但因為體檢不合格，所以去就讀第二志願的私立長榮中學校（今長榮高中）:18、19。該年是「私立長榮中學校」立案（1939年6月21日）後首次招生，吸引1070人報名，最後錄取187名，李慶雲即是錄取者之一:22。李慶雲是通學生，所以不用繳交寄宿費，而每日他來回的時間大約總共是3小時左右:24。
後來受到第二世界大戰影響，李慶雲的長榮中學生活也受到影響。據李慶雲口述，他因為空襲導致火車停駛，所以無法到校:33。此外從他四年級開始，有很多學生被徵召服役:33。李慶雲因為是全班最矮小，沒被選入神風特攻隊:33。他班上較為健壯的同學被選上後，送到空軍基地接受自殺式的訓練，但由於出任務的前幾天日本就投降了，所以這些同學才能活著回來:33。五年級時，李慶雲表示有三分之二的時間受戰爭影響沒有上課，而他們下一屆的學生因為制度修改的關係，與他們一起畢業:34。但因為學校「疏散」的關係，因此沒有辦畢業典禮:34。
自長榮中學校畢業後，李慶雲接到到臺南師範學校（今國立臺南大學）報到的通知，之後成為「學徒兵」，住在「報國寮」，接受軍事訓練:35。後來因為認為盟軍可能從臺灣北部登陸，日本軍方將學徒兵遷到北部:35。而學徒兵接受的軍事訓練，包括使用竹槍，和使用人肉炸彈對付戰車:36。伙食方面，吃的是米跟番薯煮成的飯，配菜是南瓜，另外也曾見過死馬肉:36。日本投降（玉音放送）後，學徒兵自動解散，並未領取任何證件與物資:36。李慶雲此後自行買票南下返鄉:36。返鄉之後，李慶雲曾到住在大湖的遠房親戚開的番茄醬工場工作數個月，並曾向一名從廈門來打工的理髮師學習20小時的國語:37。
民國35年（1946年）2月，李慶雲從報紙上得知臺灣省立臺南工業專科學校（今成功大學）招生訊息，報考了機械科（現為成大工科系）:48。4月8日放榜後，成績是錄取的50人中的第21名，而後在4月15日報到:49。但是念了一學期後，李慶雲發現他對工科沒有多大興趣:49。同學從報紙得知臺灣大學招考先修班的消息後，以工業學校須要實習為藉口跟父親要錢，與同鄉十幾個同學北上去臺北考試，結果只有李慶雲考上:49。10月2日，李慶雲進入臺灣大學先修班就讀:53。